# Elecciones estatales de Puebla de 2016
Las elecciones estatales de Puebla de 2016 se llevaron a cabo el domingo 5 de junio de ese año y en ellas se renovará el cargo de gobernador de Puebla, el cual fungirá como titular del poder ejecutivo estatal durante 20 meses.
La lista nominal de electores es de aproximadamente 4.2 millones de personas, lo que representa la segunda de mayor volumen dentro de las elecciones que serán realizadas en 2016. Los periodos electorales en Puebla se ajustarán después de esta elección para emparejarse con las elecciones federales de 2018, por lo que el puesto emanado de estas elecciones tendrá una duración menor a la normal de seis años, tomando posesión el gobernador el 1 de febrero de 2017 y concluyendo su periodo el 13 de diciembre de 2018.  El candidato electo fue José Antonio Gali Fayad de la coalición Sigamos Adelante.